# Attilio Pavesi
Attilio Pavesi (* 1. Oktober 1910 in Caorso, Italien; † 2. August 2011 in Buenos Aires, Argentinien) war ein italienischer Radrennfahrer und Olympiasieger im Radsport.

## Karriere
Pavesi gewann bei den Olympischen Sommerspielen 1932 in Los Angeles die Goldmedaille im olympischen Straßenrennen. Er legte die Strecke in 2 h 28 min 5 s zurück, was einer Durchschnittsgeschwindigkeit von 40,514 km/h entspricht. Gemeinsam mit Guglielmo Segato, dem Silbermedaillengewinner in der Einzelwertung, und Giuseppe Olmo gewann Pavesi auch die Mannschaftswertung.
1933 wurde Pavesi Profi in der Mannschaft Maino-Clement, 1934 fuhr er für Bianchi. Herausragende Ergebnisse als Profi erzielte er nicht. Bei Ausbruch des Zweiten Weltkriegs befand er sich wegen eines Sechstagerennens in Buenos Aires und entschied, in Argentinien zu bleiben. Dort eröffnete er ein Fahrradgeschäft und organisierte Radrennen.
In der Radrennbahn von Fiorenzuola d’Arda wurde 2008 das „Museo Attilio Pavesi“ eröffnet, und die Radrennbahn zwischenzeitlich nach ihm benannt. Er starb im Alter von 100 Jahren in einem Seniorenheim in Buenos Aires, als damals ältester noch lebender Olympiasieger.